# آلبرت مولارد
آلبرت مولارد (انگلیسی: Albert Mullard; ۲۲ نوامبر ۱۹۲۰ – ۲۷ مهٔ ۱۹۸۴) بازیکن فوتبال اهل بریتانیا بود.
از باشگاه‌هایی که در آن بازی کرده‌است می‌توان به باشگاه فوتبال استوک سیتی، باشگاه فوتبال والسال، باشگاه فوتبال کرو آلکساندرا، باشگاه فوتبال نورتویچ ویکتوریا، و باشگاه فوتبال پورت ویل اشاره کرد.